# Boulkiemdé
Boulkiemdé ist eine Provinz in der Region Centre-Ouest im westafrikanischen Staat Burkina Faso mit 598.510 Einwohnern auf 4268 km².
Die Provinz besteht aus den Departements Koudougou, Thyou, Sabou, Sourgou, Ramongo, Poa, Kokologho, Bingo, Nandiala, Imasgo, Kinidi, Nanoro, Pella, Siglé und Soaw. Hauptstadt ist Koudougou.